# Асен Цанков
Асен Цанков (болг. Асен Цанков; 3 січня 1912 — 1994) — чотириразовий чемпіон Болгарії із тенісу, один із перших представників Болгарії на Олімпійських іграх. Музикант.

## Біографія
Асен Цанков народився 3 січня 1912 року. 1936 року представляв Болгарію на зимових Олімпійських іграх, які проводилися у Гарміш-Партенкірхен (Німеччина). Він представляв країну у дисципліні гірськолижна комбінація, де був 53-ім (швидкісний спуск) і 45-им (слалом, перший забіг). Він не пройшов кваліфікацію на другий забіг.
Асен Цанков був чемпіоном Болгарії із тенісу чотири рази — 1939, 1940, 1941 та 1942.
Після Олімпіади Цанков почав вчитися у Національній музичній академії в Софії (клас хордофон). Цанко Цанков, його брат, який тоді був професором та ректором академії, виключив його за те, що Асен узяв участь у тенісному турнірі в Салоніках, що порушувало традиції Консерваторії.
Пізніше Цанков вивчився на юриста. Але у нього забрали ліцензію на здійснення юридичної практики, тож він заробляв на життя грою у пабах та на святкуваннях. Після інтернування його сім'ї до Русе, йому доручили відродити симфонічний оркестр та оперу у місті. Він запросив диригентів Константина Ілієва та Добрина Петкова, а також молодого режисера Леона Даніела. 1956 року йому знову дозволили жити в Софії.
1994 року він помер.

## Сім'я
Його дядьком був Александр Цанков — політик, прем'єр-міністр (1923–1926). Брат — Цанко Цанков — диригент.
Його син, Петар Цанков, є одним із творців болгарського гурту «Щурците».